# Коломија
Коломија (укр. Коломия) град је Украјини у Ивано-Франковској области. Према процени из 2025. у граду је живело 67.000 становника.

## Становништво
Према процени, у граду је 2012. живело 61.290 становника.
| 1979.  | 1989.  | 2001.  | 2012.  |
| ------ | ------ | ------ | ------ |
| 52.146 | 63.323 | 61.989 | 61.290 |

## Градови побратими
Коломија је побратимљена са следећим градовима:
- Андрихов, Пољска
- Ниса, Пољска
- Радауци, Румунија
- Сигету Мармацјеј, Румунија
- Дрокија, Молдавија
- Мукачево, Украјина
- Маријупољ, Украјина
- Иличивск, Украјина
- Кременчуг, Украјина
- Иличивск, Украјина